# Turmero
Turmero là một thành phố của Venezuela. Thành phố này là thủ phủ bang Aragua. Thành phố có diện tích kilômét vuông, dân số thời điểm năm 2010 ước tính khoảng 344.746 người. Đây là thành phố lớn 9 thứ Venezuela.